# Polizeiruf 110: Laß mich nicht im Stich
Laß mich nicht im Stich ist ein deutscher Kriminalfilm von Thomas Jacob aus dem Jahr 1985. Der Fernsehfilm erschien als 96. Folge der Filmreihe Polizeiruf 110.

## Handlung
Der junge Micha bezieht seine erste eigene Wohnung. Er kam vor zwölf Jahren ins Heim – Mutter und Vater waren Trinker, die er seit seiner Heimeinweisung nicht mehr gesehen hat. Im Gegensatz zu anderen Heimkindern will er keinen Kontakt zu seinen Eltern aufnehmen. Nach den ersten Tagen in der eigenen Wohnung, nachdem er seine Arbeit angetreten hat, beginnt er dennoch, nach seiner Mutter zu suchen. Sie hat sich ein neues Leben aufgebaut und nach der Scheidung von ihrem Mann Ernst Romenei in Hans Mertin einen neuen Mann gefunden. Er brachte Tochter Ilona mit in die Ehe. Zwischen ihr und der neuen Stiefmutter entwickelte sich ein gutes Verhältnis. Michas Mutter ist überrascht, als Micha vor der Tür steht. Das gemeinsame Abendessen mit Hans und Ilona verläuft in kühler Stimmung, da vor allem Hans Micha nicht als Stiefsohn sehen will. Micha reagiert ernüchtert und geht.
Er trifft einen früheren Freund aus dem Heim wieder, der ihn mit zu seiner Familie nimmt. Micha versucht einen zweiten Anlauf: Er sucht seinen Vater auf. Ernst Romenei ist zwar wie seine Ex-Frau vom Alkohol losgekommen und arbeitet als Kraftfahrer, ist jedoch hoch verschuldet. Mit seinem Bekannten Bernd Tritschler raubt er einen Elektroladen aus und hofft, die Geräte nach und nach zu Geld machen zu können. Er inseriert, dass er einen Kassettenrekorder zu verkaufen habe, ahnt jedoch beim ersten Interessenten, dass es ein Polizist ist, weil der Mann sich besonders nach dem Kassenzettel zum Gerät erkundigt. Tatsächlich ist die Polizei ihm schon auf der Spur. Der zweite Interessent des Rekorders ist schließlich Micha, der seinen Vater über die Verkaufsanzeige wiedergefunden hat.
Ernst ist unsicher, wie er sich seinem Sohn gegenüber verhalten soll. Als Micha andeutet, die Eltern nur aufgesucht zu haben, weil sie an ihm Wiedergutmachung üben könnten, kauft Ernst ihm wertvolle Dinge, darunter ein Sofa und ein Motorrad. Vor seiner Mutter meint Micha, dass sein Vater sich eben wirklich gefreut habe, ihn wiederzusehen. Ernst hat unterdessen Angst vor der Polizei bekommen und die gestohlene Ware durch Bernd aus seinem Haus in eine abgelegene Scheune bringen lassen. Hier findet ein Liebespärchen die Ware und meldet sie der Polizei. Weil Ernsts Abnehmer die Ware plötzlich kaufen will, soll Bernd sie wieder zu ihm bringen. Er sieht jedoch Polizei in der Nähe und flieht. Er berichtet Ernst von der geplatzten Aktion und der abschreibbaren Ware, als Micha gerade zu Besuch ist. Er hört die Unterhaltung mit und ahnt nun, dass sein Vater in kriminelle Machenschaften verwickelt ist.
Micha spioniert Ernst nun nach und erwischt ihn, wie er zwei Funkgeräte stiehlt. Zu Hause offenbart ihm Ernst, dass er mit Bernd eine große Aktion plane, die viel Geld bringen wird. Er will den Lohngeldtransport überfallen, der an dem geplanten Tattag mehrere Betriebe anfahren wird. Es soll die letzte Straftat sein, die er auch für Micha und die gemeinsame Zukunft begehen will. Auf Anregung von Bernd überredet Ernst seinen Sohn, bei dem Überfall mitzumachen. Er soll Ernst per Funkgerät melden, wenn ein bestimmter Wagen an einer bestimmten Straßenecke auftaucht. Am Abend vertraut sich Micha seiner Freundin Simone an, die er in der Disko kennengelernt hat. Simone rät ihm, zur Polizei zu gehen, werde er doch als Mittäter selbst bestraft. Micha weigert sich, da er seinen eigenen Vater nicht anzeigen will. Am nächsten Morgen weigert er sich vor Ernst jedoch, bei der Aktion mitzumachen. Ernst setzt ihn unter Druck, weil er und Bernd in der Nacht Michas Motorrad auf den Hof des Betriebes gefahren haben, an dem der Überfall stattfinden wird. Micha sei nun sowieso in den Fall verwickelt.
Längst konnten die Ermittler um Oberleutnant Jürgen Hübner die Frequenz des gestohlenen Funkgerätes ausfindig machen und haben herausgefunden, dass am geplanten Tattag Lohngeldtransporte unterwegs sind. Sie überwachen die für den Überfall infrage kommenden Werke. Ernst plant, bei einem Werk mit seinem LKW scheinbar unbemerkt den Eingang zu verstellen, während der Geldtransporter direkt hinter ihm warten muss. Bernd soll dann den Wagen überfallen und die Gelder an sich nehmen. Am Tattag jedoch ist Micha unentschlossen, begibt sich schließlich zur vorgegebenen Straße und sieht im beschriebenen Wagen schließlich seine Mutter sitzen. Er kündigt den Wagen nicht an, doch sieht ihn Ernst auch so. Der Überfall misslingt schließlich, weil Micha eingreift und Bernd so lange in Schach halten kann, bis die Polizei eintrifft. Er zeigt vor den Ermittlern auch seinen Vater als Mittäter an, der schließlich verhaftet wird. Micha verlässt den Tatort allein und wird wenig später von Jürgen Hübner eingeholt und angesprochen.

## Produktion
Laß mich nicht im Stich wurde vom 15. Juli bis 15. September 1984 unter dem Titel Der Einstieg um Mitternacht in Berlin, Leißnitz (Friedland), Dahlwitz-Hoppegarten und im Schlosspark Niederschönhausen gedreht. Die Kostüme des Films schuf Evelyn Gesper, die Filmbauten stammen von Günther Möller. Der Film erlebte am 19. Mai 1985 im 1. Programm des Fernsehens der DDR seine Premiere. Die Zuschauerbeteiligung lag bei 54,8 Prozent.
Es war die 96. Folge der Filmreihe Polizeiruf 110. Oberleutnant Jürgen Hübner ermittelte in seinem 47. Fall. Die Kritik schrieb, dass Regisseur Thomas Jacob „einen Kriminalfall zum Anlaß [nehme], um auf die Verantwortung der Eltern für ihre Kinder hinzuweisen.“ Die Schlusseinstellung des Films zeige „in ihrer symbolisch zu verstehenden Bildsprache“, dass Micha allein bleibe.